# Lista de governadores do estado de Abia
Esta é uma lista dos administradores e Governadores do estado de Abia, Nigéria, que foi criado a 27-08-1991, quando ele foi dividido em Imo (estado).
| Nome               | Título                 | Início de mandato      | Fim de mandato         | Partido  | Notes                                                                    |
| ------------------ | ---------------------- | ---------------------- | ---------------------- | -------- | ------------------------------------------------------------------------ |
| Frank Ajobena      | Administrador Militar* | 28 de agosto de 1991   | janeiro de 1992        | None     |                                                                          |
| Ogbonnaya Onu      | Governador Executivo   | janeiro de 1992        | novembro de 1993       | NRC      |                                                                          |
| Chinyere Ike Nwosu | Administrador Militar* | 9 de dezembro de 1993  | 14 de setembro de 1994 | None     |                                                                          |
| Temi Ejoor         | Administrador Militar* | 14 de setembro de 1994 | 22 de agosto de 1996   | None     |                                                                          |
| Moses Fasanya      | Administrador Militar* | 22 de agosto de 1996   | agosto de 1998         | None     |                                                                          |
| Anthony Obi        | Administrador Militar* | agosto de 1998         | 29 de maio de 1999     | None     |                                                                          |
| Orji Uzor Kalu     | Governador Executivo   | 29 de maio de 1999     | 29 de maio de 2007     | PDP, PPA | Elected on PDP platform, switched to Progressive Peoples Alliance (PPA). |
| Theodore A. Orji   | Governador Executivo   | 29 de maio de 2007     | Presente               | PPA      |                                                                          |

* Militares administradores nomeados pelo governo ditadores dos seus respectivos tempos.